# Dilobocondyla rugosa
Dilobocondyla rugosa – gatunek mrówki z podrodziny Myrmicinae.
Gatunek ten został opisany w 2013 roku przez Herberta Zettela i Haralda Brucknera na podstawie dwóch okazów robotnic, odłowionych w 2005 roku.
Robotnica ma ciało długości między 3,9 a 4,2 mm, urzeźbione grubiej niż u D. silviae, ubarwione czarno z żółtymi: trzonkami czułków, nasadami funiculusów, odsiebnymi częściami stóp i znakiem u nasady pierwszego tergitu gaster. Powierzchnia głowy z wierzchu i na policzkach rowkowana, pod oczami raczej siateczkowana. Tył głowy z kanciastymi kątami i wklęsłą krawędzią między nimi. Na nadustku trzy podłużne zmarszczki. Żeberka czołowe sięgają tylnych kątów głowy. Urzeźbienie mezosomy tworzy grube siateczkownie, w którym silnie wyniesione zmarszczki formują wielokątny wzór. Przedniogrzbietowa część bardzo smukłego petiolusa z delikatną mikrosiateczką, reszta z grubymi, nieregularnymi zmarszczkami. W widoku bocznym postpetiolus jest widocznie wyniesiony.
Mrówka znana wyłącznie z filipińskiej wyspy Luzon, z prowincji Camarines Sur.